# Tituly a vyznamenání korunního prince Rudolfa

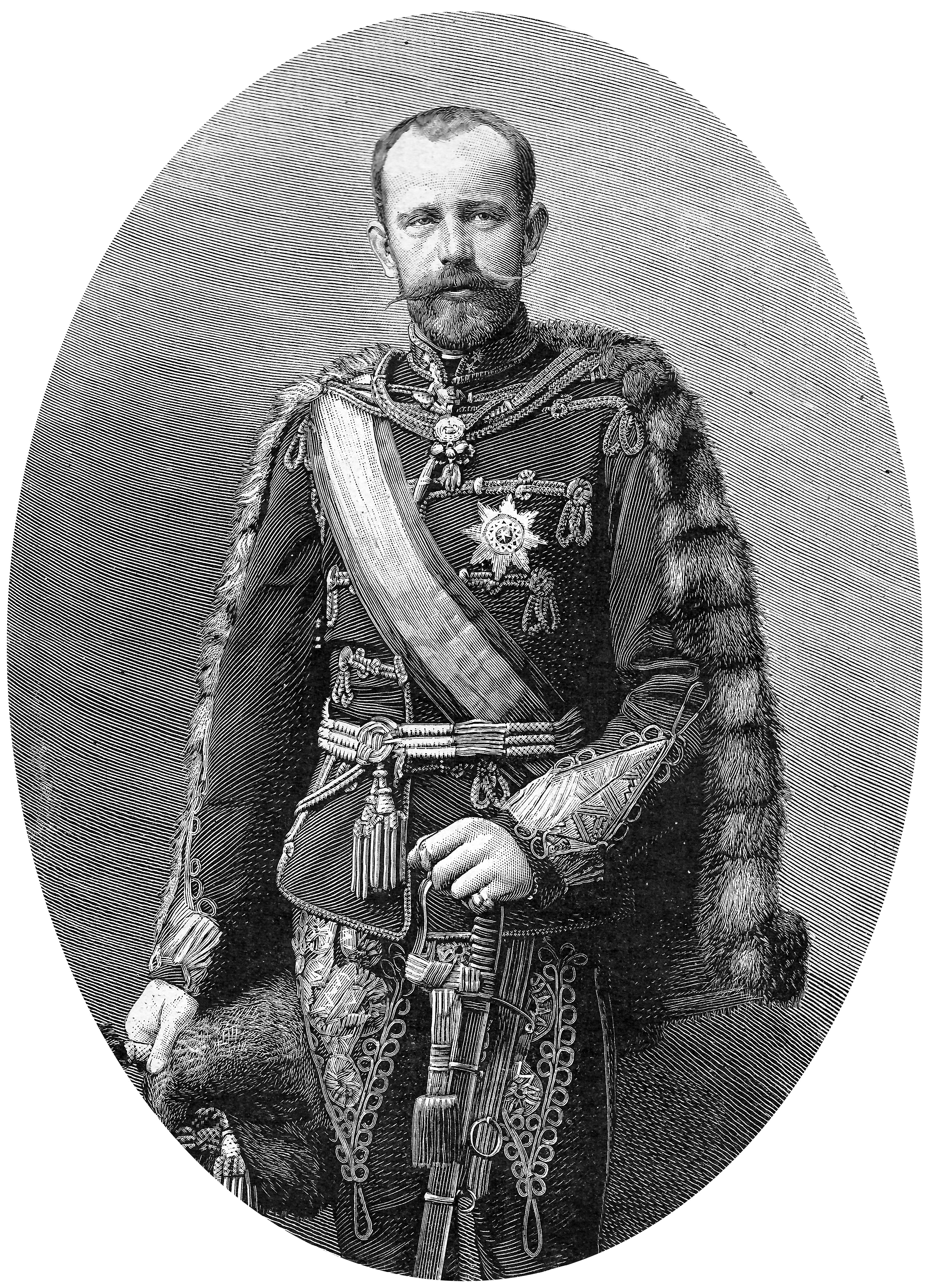
Princ Rudolf jako rytíř Řádu zlatého rouna a nositel velkokříže Řádu sv. Štěpána

Korunní princ Rudolf (1858–1889) byl jediným synem císaře Františka Josefa a jeho manželky Alžběty Bavorské, zvané Sissi. Hned v den narození dostal od otce do kolébky nejvyšší habsburské vyznamenání Řád zlatého rouna. Jako rakousko-uherský následník trůnu často cestoval po Evropě i do zámoří a stal se nositelem řady vyznamenání od zahraničních hlav států. 

## Rakousko-Uhersko
- Řád zlatého rouna (1858)[2]
- velkokříž Královského uherského řádu svatého Štěpána (1877)[3]

## Zahraničí

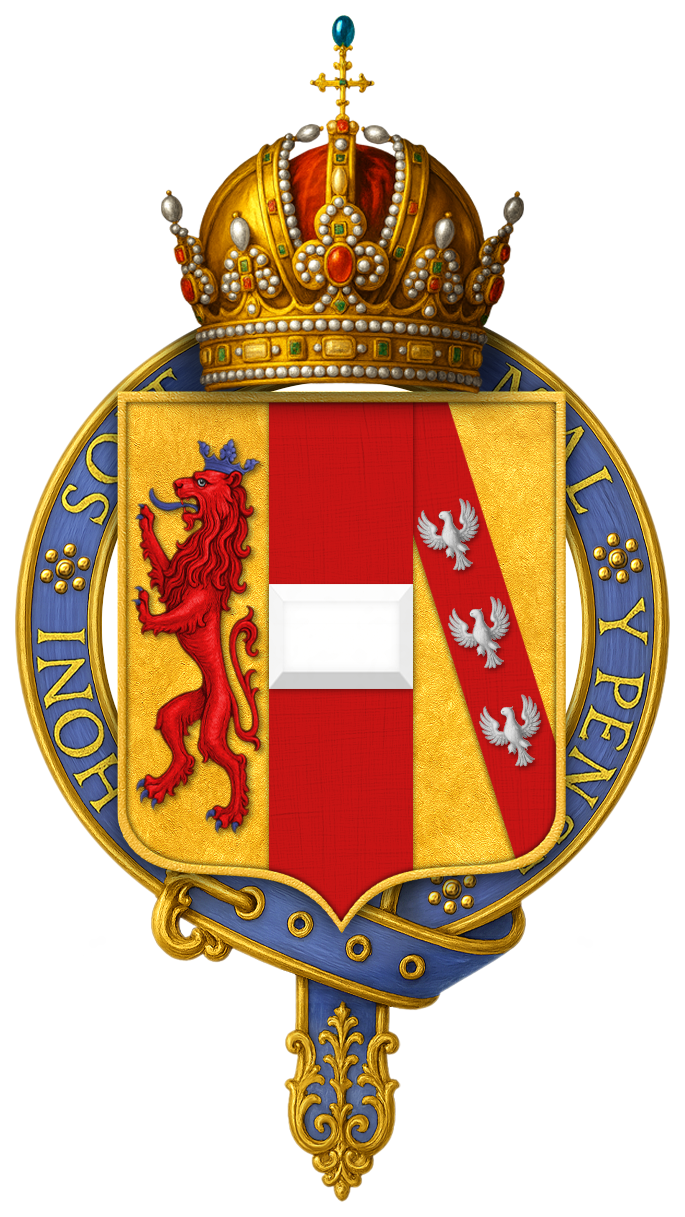
Erb prince Rudolfa s dekorací Podvazkového řádu

- velkokříž Řádu svatého Josefa (Toskánsko)[pozn. 1]
- velkokříž Maltézského řádu (Řád maltézských rytířů)
- rytířský kříž Řádu svatého Ondřeje (Rusko)
- rytířský kříž Řádu svatého Alexandra Něvského (Rusko)
- Řád svaté Anny I. třídy (Rusko)
- Řád bílého orla (Rusko)
- Řád sv. Stanislava I. třídy (Rusko)
- rytíř Řádu černé orlice (Německo)
- velkokříž Řádu mexického orla (Mexiko)
- rytíř Podvazkového řádu (Spojené království)[4]
- velkokříž Řádu čestné legie (Francie)
- velkokříž Řádu Jižního kříže (Brazílie)
- Řád Osmanie I. třídy (Osmanská říše)
- rytíř Řádu zvěstování (Itálie)
- velkokříž Řádu sv. Huberta (Bavorsko)
- velkokříž Řádu routové koruny (Sasko)
- rytíř Řádu slona (Dánsko)
- velkokříž Řádu Karla III. (Španělsko)
- velkokříž Řádu württemberské koruny (Württembersko)
- velkokříž Řádu nizozemského lva (Nizozemsko)
- velkokříž Řádu Leopoldova (Belgie)
- velkokříž Řádu Kristova (Portugalsko)
- velkokříž Řádu avizských rytířů (Portugalsko)
- rytíř Řádu Serafínů (Švédsko)
- velkokříž Řádu Spasitele (Řecko)
- velkokříž Řádu rumunské hvězdy (Rumunsko)
- velkokříž Řádu Takova (Srbsko)
- velkokříž Řádu bílého orla (Srbsko)
- rytíř Domácího řádu věrnosti (Bádensko)
- velkokříž Řádu bílého sokola (Sasko-Výmarsko)
- velkokříž Domácího a záslužného řádu vévody Petra Fridricha Ludvíka (Oldenbursko)
- velkokříž Domácího řádu vendické koruny (Meklenbursko)
- velkokříž Vévodského sasko-ernestinského domácího řádu (Sasko-Kobursko)
- rytíř Královského hohenzollernského domácího řádu (Německo)
- Řádu knížete Danila I. I. třídy (Černá Hora)
- Řád chryzantémy (Japonsko)
- Řád bílého slona I. třídy (Siamské království)
- velkokříž Rytířského řádu San Marina (San Marino)